# Aspecifikus
Az aspecifikus általában a kristályok leírására használt jelző, mely azt érzékelteti, a kristály nem teljesen szimmetrikus.
Leggyakrabban az élet eredetének tárgyalása során alkalmazzák példaként, mivel egy "AAAA" bázissorrendű DNS szekvencia, amely természetesen specifikus, azaz szimmetrikus, nem szolgál információval; míg egy legalább kétfajta bázisból álló, immáron aspecifikus szekvencia, már igen.